# Alfred Fowler

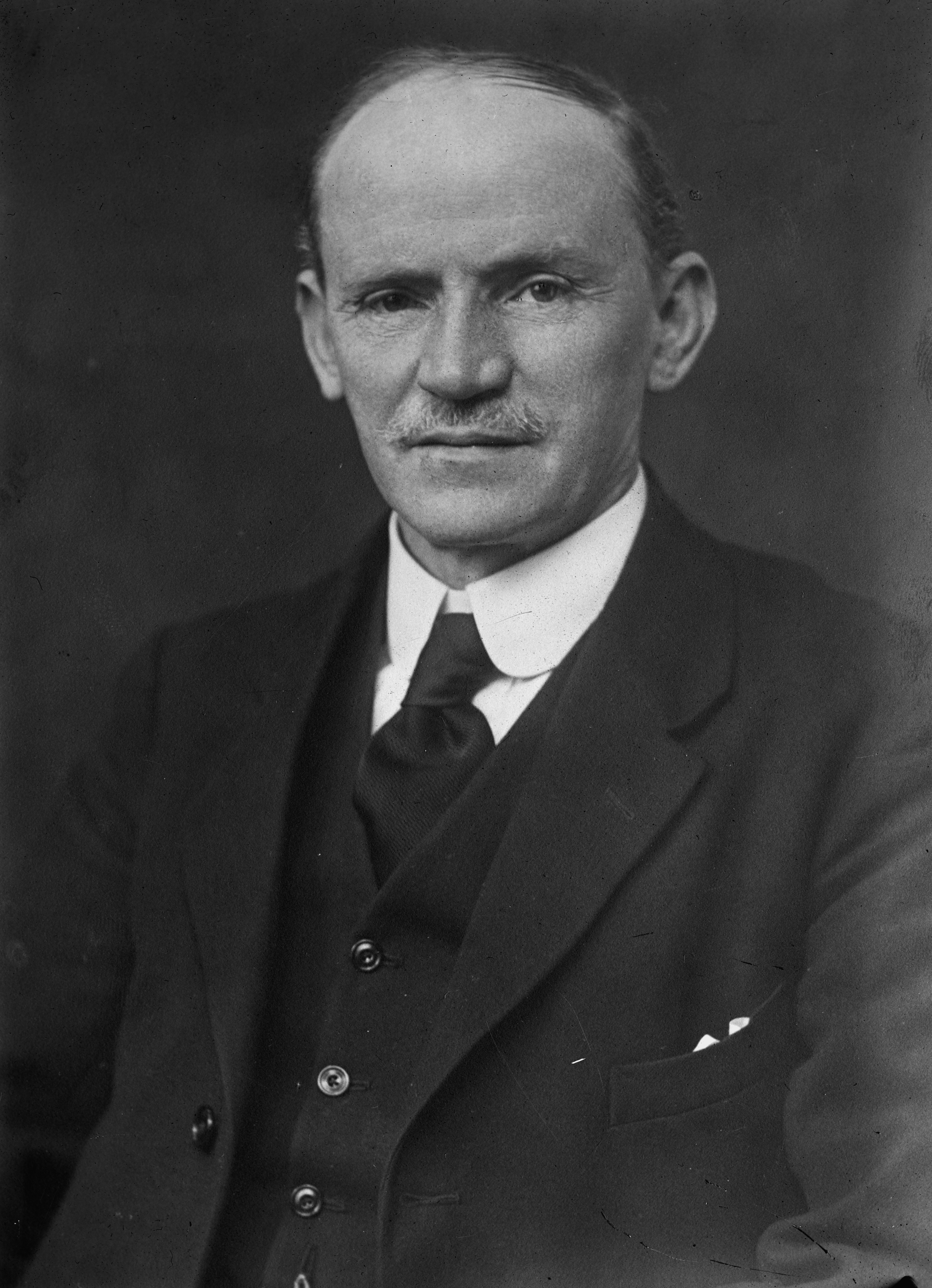
Alfred Fowler

Alfred Fowler (ur. 22 marca 1868 w Wilsden, Yorkshire, zm. 24 czerwca 1940 w Ealing, Middlesex) – brytyjski astronom.

## Życiorys
Jako 14-latek uzyskał stypendium w Normal School of Science, która potem weszła w skład Imperial College London. Z tym instytutem związał całe swoje życie zawodowe, początkowo jako student, potem asystent Normana Lockyera, wreszcie profesor astrofizyki.
Specjalizował się głównie w technikach spektroskopowych, na podstawie swoich obserwacji stwierdził niezależnie od grupy George’a Hale’a, że plamy na Słońcu mają niższą temperaturę, niż ich otoczenie. Zorganizował sześć ekspedycji w celu prowadzenia obserwacji zaćmień słońca, na których fotografował widma chromosfery i korony słonecznej. Dzięki precyzyjnym pomiarom długości fal widma emitowanego przez obiekty astronomiczne identyfikował zawarte w nich związki chemiczne.

## Wyróżnienia i nagrody
- Złoty Medal Królewskiego Towarzystwa Astronomicznego (1915)
- Royal Medal (1918)
- Medal Henry’ego Drapera (1920)
- Bruce Medal (1934)